# Phil Foster
Phil Foster (29 de marzo de 1913-8 de julio de 1985) fue un actor y artista estadounidense, conocido principalmente por su papel de Frank De Fazio en la sitcom televisiva Laverne & Shirley.

## Biografía
Nacido en el barrio de Brooklyn, en la ciudad de Nueva York, tomó su nombre artístico como homenaje a la Avenida Foster de Brooklyn. Tuvo su primera experiencia interpretativa siendo un niño, cuando él y sus amigos empezaron a cantar y bailar en frente de locales cinematográficos. Más tarde empezó a actuar y competir con otros intérpretes en espectáculos de aficionados, llegando a coincidir con un principiante llamado Jackie Gleason. 
En el momento más álgido de la Gran Depresión se inició en el campo dramático actuando en todo tipo de locales, en una época en la cual los teatros no estaban disponibles. Foster debutó como cómico de night club en Chicago a finales de la década de 1930, cuando hubo de reemplazar a un comediante en vivo. Aunque siempre interesado en volver a trabajar como actor, siguió en los night clubs y llegó a ser un artista en constante demanda desde Nueva York a Birmingham (Alabama) o a Seattle.
Durante la Segunda Guerra Mundial Foster sirvió en el Ejército de los Estados Unidos y, tras su licenciamiento, volvió a Nueva York, ciudad en la que alcanzó la notoriedad como artista de variedades con un espectáculo en el cual utilizaba historias de su infancia en Brooklyn.
En la década de 1950 Foster hizo varios cortos cómicos para for Universal Studios como "Embajador de Brooklyn ante el mundo". Debido a su popularidad, George Pal le escogió para ser uno de los militares tripulantes en un viaje a Marte en The Conquest of Space.
Fue Garry Marshall, un viejo amigo al que había ayudado para escribir comedia para Joey Bishop y otros artistas, en que le estimuló para ir a Hollywood, donde actuó en The Odd Couple, siendo posteriormente coprotagonista de Laverne & Shirley.
Entre otras de las actuaciones televisivas de Foster figuran su participación en el telefilm The Great American Traffic Jam y la producción de la NBC-TV Games People Play. Foster también intervino en The Ed Sullivan Show, This Is Show Business, The Tonight Show with Johnny Carson, The Love Boat y The Patty Duke Show. Además de para la TV, también trabajó en el cine, destacando en este medio el film Bang the Drum Slowly. Otra de sus actividades fue la grabación de discos como comediante en vivo.
Demostrando su versatilidad, Foster se embarcó en una carrera literaria y completó una obra teatral y el esbozo de dos historias. Otras de sus actividades fue la dirección de un taller para jóvenes actores llamado The Foster Children. 
Phil Foster tuvo dos hijos y falleció en Rancho Mirage (California), en 1985, a causa de un infarto agudo de miocardio. Fue enterrado en el Cementerio Eden Memorial Park de Mission Hills Los Ángeles, California.